# Creu de terme de Sords
Creu de terme de Sords és una obra de Cornellà del Terri (Pla de l'Estany) inclosa a l'Inventari del Patrimoni Arquitectònic de Catalunya.

## Descripció
Creu de pedra restaurada, situada sobre una grada esglaonada i una base que du gravat l'any 1789, data de la construcció. El fust és rectangular i els braços de la creu estan arrodonits pel pas del temps. Després de la restauració es va col·locar una creu de ferro al darrere per mantenir l'estructura ferma.

## Història
Segons el Rector de Sord, la creu es trobaria en aquell emplaçament des del moment de la construcció, fins a la Guerra Civil, quan es va llançar al riu Terri. Després de la Guerra Civil els veïns la van recollir i guardar a una casa particular de Banyoles. Posteriorment va ser reclamada pel poble, es va restaurar gràcies al Consell Pastoral de la parròquia i a l'Ajuntament, i es va tornar a col·locar al seu lloc. El 2017, un dels pilons de protecció va ser vandalitzat.
La creu tenia un paper important durant la processó del Corpus: els fidels sortien de l'església, l'engalanaven de flors, i tornaven cap al temple.